# Процесс золь-гель
Проце́сс золь-гель (англ. sol-gel process) — технология материалов, в том числе наноматериалов, включающая получение золя с последующим переводом его в гель, то есть в коллоидную систему, состоящую из жидкой дисперсионной среды, заключенной в пространственную сетку, образованную соединившимися частицами дисперсной фазы.

## Описание

Схема различных этапов в золь-гель технологии

Название «процесс золь-гель» объединяет большую группу методов получения (синтеза) материалов из растворов, существенным элементом которых является образование геля на одной из стадий процесса. В основе наиболее известного варианта процесса золь-гель лежат процессы контролируемого гидролиза соединений, обычно алкоксидов с общей формулой M(OR)x (где M = Si, Ti, Zr, V, Zn, Al, Sn, Ge, Mo, W и др.) или соответствующих хлоридов, в водной или органической, чаще спиртовой, среде.
На первой стадии процесса золь-гель реакции гидролиза и поликонденсации приводят к образованию коллоидного раствора — золя — частиц гидроксидов, размер которых не превышает несколько десятков нанометров. Увеличение объёмной концентрации дисперсной фазы или иное изменение внешних условий (например, изменение pH, замена растворителя) приводят к интенсивному образованию контактов между частицами и образованию монолитного геля, в котором молекулы растворителя заключены в гибкую, но достаточно устойчивую трехмерную сетку, образованную частицами гидроксидов. Концентрирование золей с последующим гелеобразованием осуществляют путём диализа, ультрафильтрации, электродиализа, упаривания при относительно низких температурах или экстракции.
Исключительно важную роль в процессе золь-гель играют процессы удаления растворителя из геля - сушки. В зависимости от метода их осуществления, могут быть получены различные продукты синтеза (ксерогели, амбигели, криогели, аэрогели). Общими особенностями этих продуктов являются сохранение наноразмеров структурных элементов и достаточно высокие значения удельной поверхности о сотен м²/г, хотя объёмная плотность может отличаться в сотни раз. Большинство продуктов синтеза золь-гель используется в качестве прекурсоров при получении оксидных нанопорошков, тонких пленок или керамики. Метод золь-гель эффективен также для получения ксерогелей с выраженной квазиодномерной структурой. Так, например, ксерогель V2O5·nH2O является основой для синтеза нанотрубок оксида ванадия.
К разновидностям метода золь-гель некоторые авторы относят процесс полимер-гель, в котором образование геля достигается введением в исходный раствор водорастворимого полимера с последующим упариванием, и метод Печини (цитрат-гель). Сублимационная или сверхкритическая сушка полимерных гелей с последующей термообработкой в инертной атмосфере используется для получения углеродных криогелей и аэрогелей.

### Нанопористые материалы
Классификация пористых систем осуществляется на основании явления капиллярной конденсации. По этой классификации поры, в которых происходит (и может быть измерена) капиллярная конденсация, называются мезопорами. Поры большего размера относятся к макропорам, а меньшего — к микропорам. К макропорам относят губчатые и корпускулярные системы с размером пор >50 нм. Микропоры имеют размеры <2 нм, мезопоры 2—50 нм.
Если рассматривать поры в контексте мембранного переноса вещества, то используется другая классификация: к микропористым относятся мембраны с размером пор <500 нм, к макропористым >500 нм. Таким образом, если диаметр пор много меньше длины свободного пробега молекул, реализуется кнудсеновское течение, когда вероятность столкновения молекул меньше вероятности их столкновения со стенкой поры и отскока от неё.
Неорганические оксидные материалы имеют большие прочность, термическую стабильность и химическую стойкость, поэтому область их применения существенно шире, нежели у полимеров. Высокочистые и однородные оксидные материалы могут быть получены золь-гель методом. При использовании алкоксидов продукт получается более чистыми однородным.

Золь-гель переход инициируется параллельными реакциями: гидролизом и поликонденсацией. В результате гидролиза алкоксисиланов алкоксидная группа заменяется на гидроксильную. Гидролиз проводится с помощью катализаторов (минеральных кислот, водного раствора аммиака, уксусной кислоты, аминов, фторидов щелочных металлов и т. д.) — они более эффективны как катализаторы, нежели основания. В процессе же поликонденсации образуются связи металл — О — металл 

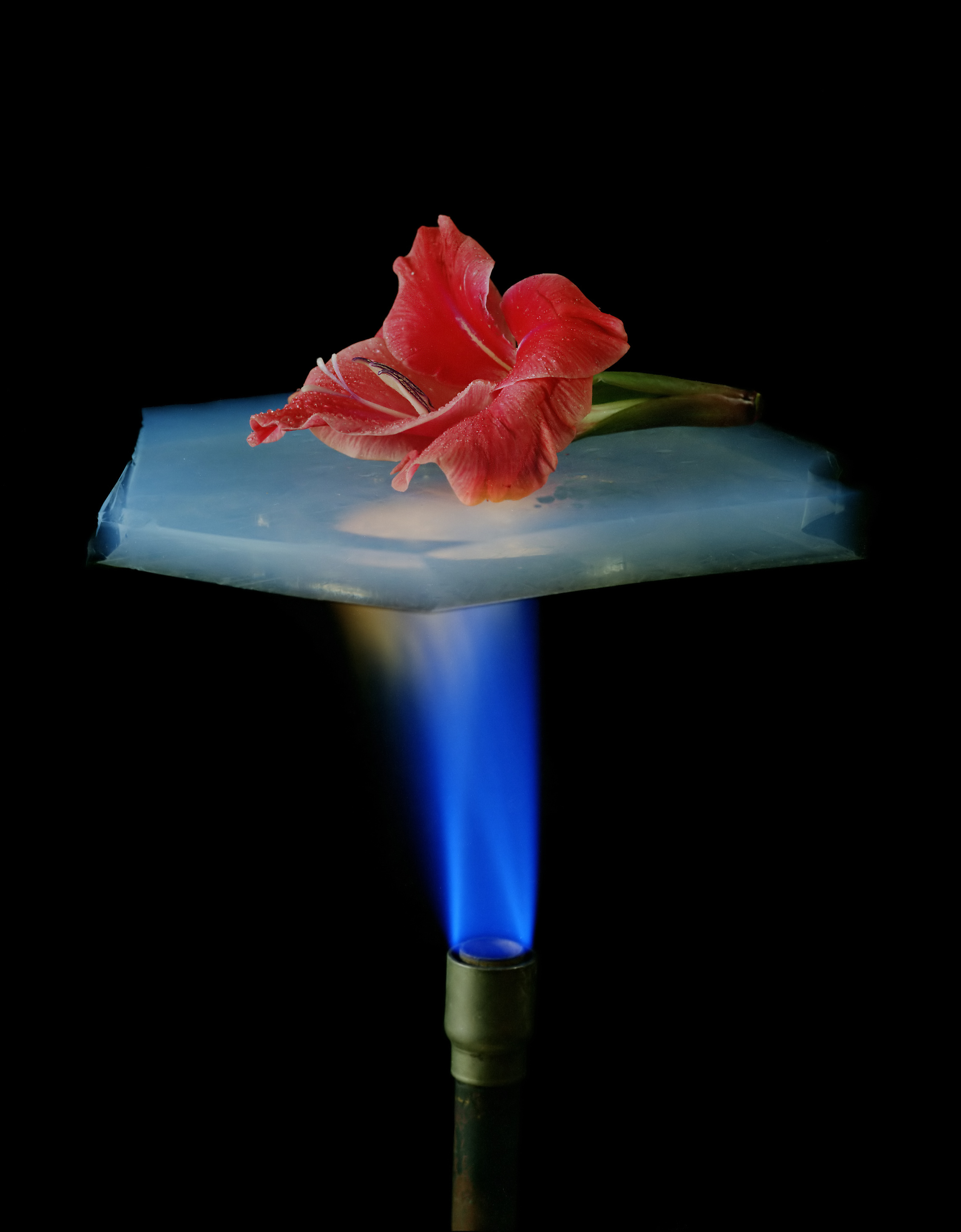
Аэрогели — превосходные теплоизоляторы

и побочные продукты — вода или спирт. Поликонденсация приводит к росту металлоксидных олигомеров, формирующих в конечном итоге гелевую сетку. После высушивания и термообработки геля можно получить аморфные и кристаллические оксидные материалы в виде пленок, волокон или порошков. Объемные образцы гелей при высушивании растрескиваются под действием сил капиллярного давления, и для получения монолитных блоков нужно проводить эту операцию в сверхкритических условиях. При этом получаются аэрогели, величина пористости которых может достигать 90 %.